# Geografija Slovenije
Slovenija leži v Srednji Evropi, kjer se stikajo štiri velike evropske geografske enote: Alpe, Panonska nižina, Dinarsko gorovje in Sredozemlje, zato jo geografsko lahko delimo na: alpski, panonski, dinarski in sredozemski svet oziroma na devet značilnih pokrajinskih tipov: alpsko gorovje, alpsko hribovje, alpske ravnine, panonska gričevja, panonske ravnine, dinarske planote, dinarska podolja in ravniki, sredozemska gričevja in sredozemske planote.
Slovenija je po evropski Alpski konvenciji tudi alpska država.

## Geografske koordinate skrajnih točk
Geografske koordinate skrajnih točk Slovenije so:
- na severu 46° 52' 37,52" SGŠ, 16° 14' 18,14" VGD, naselje Budinci v občini Šalovci,
- na jugu 45° 25' 18,34" SGŠ, 15° 10' 56,06" VGD, naselje Damelj v občini Črnomelj,
- na vzhodu 46° 28' 33,76" SGŠ, 16° 36' 07,69" VGD, naselje Benica v občini Lendava,
- na zahodu 46° 17' 54,05" SGŠ, 13° 23' 47,81" VGD, v naselju Breginj v občini Kobarid.

Zračna razdalja po zemljepisni širini znaša 1° 287' oziroma 163 km.
Zračna razdalja po zemljepisni dolžini znaša 3° 13' oziroma 248 km.

## Meje
Slovenija meji z naslednjimi državami:
- s Hrvaško - 670 km
- z Avstrijo - 318 km
- z Italijo - 280 km
- z Madžarsko - 102 km

Dolžina morske obale je 46,69 km.

## Podnebje

### Glede na geografsko lego
Slovenija leži v zmerno toplem pasu. Bližina Sredozemskega morja in predvsem Atlantskega oceana ji s prevladujočimi jugozahodnimi vetrovi zagotavljajo dovolj vlažnih zračnih mas, ki prinašajo padavine.
Prehodna lega med Jadranskim morjem, celinsko Panonsko kotlino in Alpami povzroča mešanje različnih podnebnih vplivov.

### Glede na relief in nadmorsko višino
Temperature se na vsakih 100 m višinske razlike znižajo za 0,6 stopinj Celzija. Zato imajo gorati predeli Slovenije nižjo temperaturo kot nižinski. Na temperature pa vpliva tudi bližina morja. Poleg tega je na goratem severozahodu tudi več padavin kot v nižinah.
Velik del površja zavzemajo dna ravnin, kotlin, dolin in kraških polj. Na njih se pojavlja temperaturni obrat. Pojav je pogostejši v hladni polovici leta, traja pa od nekaj dni do enega tedna, redkokdaj dlje. Pojav je omejen približno na šestino površja Slovenije, vendar tukaj prebivajo kar tri četrtine vsega prebivalstva. Problem, ki ob tem nastaja, je prekoračitev dopustnih koncentracij škodljivih snovi v zraku.

### Količina padavin
Količina padavin se zmanjšuje od zahoda proti vzhodu, od 2500 mm do 800 mm. Največ padavin dobi gorati severozahod, ko vlažne mase iz morja trčijo na gorske pregrade Julijskih Alp in visokih dinarskih planot. Količina padavin občasno zelo niha in prihaja do suš, med jesenskim deževjem pa do poplav. Te naravne nesreče povzročajo veliko škodo, še posebej zaradi pomanjkanja ustreznih namakalnih sistemov in nepremišljenih posegov v okolje (gradnja na poplavnih območjih, neustrezna zaščita naselij, pretirana regulacija vodotokov ipd).

### Vrste podnebij v Sloveniji
- Submediteransko podnebje je omejeno na jugozahodno Slovenijo, od obale do visokih dinarskih kraških planot. Je najbolj toplo in milo podnebje v Sloveniji, saj vplivi morja blažijo zimski mraz in poletno vročino. Značilne so mile zime in največ sončnih dni v državi. Od pravega sredozemskega podnebja se loči po večji količini padavin in nižjih temperaturah.
- Zmerno celinsko podnebje je značilno za večji del Slovenije. Povprečne temperature najhladnejšega meseca so nižje od 0 °C. Na vzhodnem delu tega podnebja se pojavlja že poletni višek padavin, ki je značilen za podnebje celinske Evrope. Zime so precej hladne, poletja precej vroča.
- Alpsko podnebje je značilno za visokogorja, pripadajoče gorske doline in nekatere visoke dinarske planote. Je najbolj ostro podnebje v državi. Temperature so čez vse leto nižje kot drugod. Istočasno so to območja z največ padavinami, ki v hladni polovici leta padejo praviloma v obliki snega.

### Skrajnosti slovenskega podnebja
- Najvišja temperatura v Sloveniji je bila izmerjena 8. avgusta 2013 v Cerkljah ob Krki (40,8 °C). Najnižje temperature niso izmerili na Kredarici, temveč 9. januarja 2009 v mraziščih na Komni, kjer je dosegla –49,1 °C.[2]
- Poplave nastanejo zmeraj ob obilnem deževju, ko tla zaradi namočenosti niso dovolj vpojna, vsa padavinska voda pa ne more odteči dovolj hitro. Tako je iz Zgornjega Posočja znan primer, ko so v enem samem dnevu namerili 423 mm padavin, kar je več, kot jih pade v osrednjem delu Španije v povprečju celo leto.
- 9. maj pa je skrajni datum, ko se v Celjski kotlini pojavlja slana.
- Verjetno najdebelejšo točo na Slovenskem pa so namerili leta 1824 na Dolenjskem, ko naj bi zrna merila v obsegu 27 cm, tehtala pa so 323 g.

## Pokrajina

### Prst in rastje

#### Vrste prsti
Kamninska oz. matična podlaga ima neposreden vpliv na nastanek, razvoj in lastnosti prsti, saj prispeva njeno mineralno komponento. 
Vrste prsti določa predvsem kamninska podlaga prsti. Glede na njo ločimo:
- Prsti na trdih silikatnih kamninah - na njih nastale prsti so zakisane in na strminah gruščnate, peščene in plitve.

- Zanje je značilen ranker (kisla zaradi izpiranja s silikatne osnove, plitva zaradi strmine in slabega preprevanja - ni kmetijstva, le gozdovi in travniki).
- V zložnejših legah pa kisla gozdna rjavica (malo debelejša od rankerja, še vedno neprimerna za kmetijstvo). Večinoma jih porašča gozd (Pohorsko podravje).

- Prsti na mehkih silikatnih kamninah - razvite so debelejše in vlažnejše prsti ter kisle gozdne rjavice. Na odcednih mestih se javljajo v nižjih nadmorskih višinah na njih tudi travniki in njive. Prst je še vedno kisla in izprana, nekoliko debelejša, primerna za živinorejo in zelo neobčutljive rastline (krompir, repa).
- Prsti na trdih karbonatnih kamninah - precejšen del visokogorskih pobočij je skalnat.

- Značilna za pobočja je rendzina (zaradi strmine plitva, manj kisla, primernejša za kmetijstvo - živinoreja, krma).
- Za uravnane površine so značilna debela pokarbonatna tla.
- V Primorju se pojavlja tudi [jerina (terra rossa - presušena, rdeča prst).
- Na Dolenjskem je rdečkasta ali opečno rjava zemlja.

- Prsti na mehkih karbonatnih kamninah - ker je v njih zložen relief, je prst kambisol praviloma globoka in rodovitna. Primerna je za njive in travnike in na ugodnih klimatskih legah tudi za vinograde in sadovnjake. Prst je relativno debela, najrodovitnejša v Sloveniji.
- Prsti na mehkih kvartarnih naplavinah -

- na mladih prodnih in peščenih naplavinah so obrečna ali mineralna tla.
- Na würmskih prodnih terasah prevladuje rjava rendzina ali rjavica. Tu so na Slovenskem najbolj sklenjena polja.
- Na ilovnati podlagi prevladujejo travniki, na glinasti in organogeni podlagi močvirja, ki jih je človek že izsušil ali jih še meliorira. Močvirno rastje je ostalo na gorskih barjih in ponekod v nižini (Ljubljansko barje).
- Intenzivno so obdelane terasirane ravnine, pa tudi vršaji gorskih potokov, kjer ima človek možnost namakanja in vodovodne oskrbe.

#### Rastje
Rastje je neposredno odvisno od prsti. Prav zato se v rastlinah, še mnogo bolj pa v rastlinskih združbah, zrcalijo lastnosti prsti. Razen na nekaj odstotkih površja, je ozemlje Slovenije po naravi gozdnata pokrajina. Brez človekovih posegov bi gozd zaraščal skoraj celotno Slovenijo, razen visokogorskega sveta in zelo vlažnih rastišč, danes pa porašča približno polovico Slovenije.
- Gozdno rastlinstvo sestavljajo naravne, polnaravne in antropozoogene gozdne združbe. Gozdne združbe, ki so se razvile v ravnotežju s podnebnimi razmerami, imenujemo klimatogene (conalne združbe). Drugod je nad podnebjem prevladal kakšen drug naravni dejavnik in tako nastale aconalne združbe. Na Slovenskem so taki dejavniki često relief, matična podlaga in prst. Tako lahko v pasu klimatogenega gozda, npr., zaradi skalnatege pobočja nastane aconalna združba. Po Mariji Zorn se v Sloveniji nahaja 23 conalnih in 40 aconalnih gozdnih združb.
- Grmovno rastlinstvo porašča manjše površine v nižinskih delih in večje v gorskih delih Slovenije. V nižinah se širijo predvsem listnata grmišča, često ob vodah, na področjih izkrčenih gozdov na kislih in izpranih tleh in na opuščenih pašnikih in travnikih. Naravno gorsko grmovno rastlinstvo, iglasto grmičevje se razrašča večinoma nad zgornjo gozdno mejo. Uveljavi se ruševje, ki zavzema bolj ali manj široki pas v alpskem in dinarskem svetu.
- Travniška rastišča spadajo v Sloveniji v drugotno rastlinstvo. Naravna rastišča se širijo v glavnem nad zgornjo mejo visokogorskih grmišč v alpskem svetu in na Velikem Snežniku. Nižinske in višinske travnike delimo na travnike vlažnih, suhih in toplih rastišč, travnike na kislih prsteh in gojene travnike. Na poplavnih ravnicah, na dnu kraških polj, na Ljubljanskem barju se ščesto širijo vlažni in močvirni travniki.
- Barjansko rastlinstvo sestavljajo grmovne, zeliščne in mahovne rastlinske vrste. V Sloveniji se na višinah 1000 do 1500 m širijo visoka barja na uravnanih delih Pokljuke in Jelovice. Poleg visokih barij so zastopana tudi prehodna in nizka barja, zlasti v dinarskem svetu, npr. na Cerkniškem polju.
- Kulturne rastline so poleg naravnih rastlin pomembne za gospodarstvo. Za gospodarstvo je pomembna njihova zgornja meja uspevanja, ki jo lahko ugotavljamo po najviše ležečih zastopnikih. Krompir, ječmen in oves segajo v Karavankah do okoli 1300 m. Ozimno žito uspeva v povirnih delih Meže med 1000 in 1200 m. Vinska trta sega do 500 nm, na primorski strani pa tudi do 580 m.

### Višavje
Slovenija je gorata, alpska dežela. Visokogorski del Slovenije z višinami nad 1600 m nmv obsega 11 % ozemlja države: to so pretežno apneniške Julijske Alpe, Karavanke in Kamniško-Savinjske Alpe. K alpskemu svetu spada tudi sredogorsko Pohorje, ki je iz metamorfnih kamnin, bolj oblih oblik in že prekrito z rodovitno plastjo. Značilnost alpskega sveta so gore, doline z rekami in kotlinami, naravno in družbeno pa so z njim povezana širna območja predalpskega hribovja. Poleg tega dinarske kraške planote obsegajo petino ozemlja države, njihovo kamnito površje in podzemlje pa označujejo kraški pojavi. Toda planoto Kras v zaledju obalnega območja štejemo k Submediteranski Sloveniji.
»Glej tudi:« seznam slovenskih dvatisočakov

### Značilnosti voda in vodnih območij
Jadransko-črnomorska razvodnica deli Slovenijo asimetrično. Voda s kar 80 % ozemlja Slovenije odteka proti vzhodu in pripada črnomorskemu povodju oziroma povodju reke Donave. Pripadajo mu porečja Save, Drave Mure in Kolpe. Večji del povodja jadranskega morja pripada povodju Soče, ostanek pa povodju jadranskih rek (Dragonja, Rižana). Največja reka Sava, odmaka dobro polovico države.
Slovenija se lahko pohvali z velikim številom stalnih in hudourniških vodotokov, okoli 6500 odkritimi kraškimi jamami, stotinami izvirov, slapov, sotesk z visokogorskimi in ravninskimi naravnimi in umetnimi jezeri, z območji vodnooskrbno pomembne talne vode v nasutih dolinah, z morjem in s flišno morsko obalo.

#### Površinske vode
Vodotoki
Skupna dolžina vodnih tokov, rek, stalnih in hudourniških pritokov znaša 26 600 km, dolžina vodotokov, ki so daljši od 20 km, pa je nekaj nad 4700 km. Slovenija je povirna dežela, saj s štirih petin njenega ozemlja vode že po okoli 100 km dolgem toku v enem dnevu ali dveh zapustijo naše ozemlje. Istočasno pa je skupno porečje rek, ki izvirajo v Sloveniji ali njeno ozemlje le prečkajo, več kot dvakrat večje (nad 43000 km²), kot je velikost njenega ozemlja. Po ozemlju Slovenije se v rekah in potokih letno pretoči okoli 34 milijard m³ vode, kar predstavlja le 0,4 % svetovnih zalog sladke vode, vendar je navedeni delež nekajkrat večji, kot znaša delež Slovenije v svetovnem prebivalstvu oziroma njen delež v svetovnem kopnu. Po skupni količini rečne vode na prebivalca se uvršča Slovenija med najbogatejše evropske države, saj skoraj štirikrat presega evropsko povprečje. Večina rek izvira v alpskem in predalpskem svetu. Ozke doline z velikimi vzdolžnimi padci dajejo rekam hudourniški značaj. Malo je odsekov s širokimi dolinami in počasnim ter umirjenim tokom, značilnim za srednje in spodnje dele porečij.
»Glej tudi:« seznam rek v Sloveniji, seznam slapov v Sloveniji, hidrologija Slovenije
Stoječe vode
V Sloveniji je registriranih 1271 stoječih voda. Med stoječe vode prištevamo naravna stalna jezera, presihajoča jezera, mrtvice, mokrišča, umetne akumulacije, manjše zadrževalnike in ribnike ter druge ojezeritve nastale pri umetnih posegih v okolje.  
- Jezera so naravne ali umetne kotanje na kopnem, napolnjene z vodo, brez neposredne povezave z morjem. Glede na vodni režim razlikujemo dotočna, odtočna, pretočna in breztočna jezera. Slovenska jezera so v zelo različnih življenjskih obdobjih, se starajo, krčijo in počasi spreminjajo močvirja. Večina stalnih naravnih jezer je ledeniškega nastanka in ležijo v porečju Save. Največji med njimi sta Bohinjsko in Blejsko jezero. K manjšim, gorskim jezerom štejemo jezera Julijskih Alp (Krnska, Triglavska, Kriška) in pohorska jezera. Gorska jezera imajo predvsem podzemni dotok vode izpod melišč in snežišč. Glede na nastanek jezerske kotanje jih uvrščamo med erozijska jezera. Presihajoča jezera so predvsem v porečju Ljubljanice. Njihov obseg in pojavljanje sta odvisna od količine padavin v nekem obdobju. Največje med njimi je Cerkniško jezero. Od manjših naravnih jezer, ki so predvsem turistično zanimiva, je treba omeniti še Podpeško jezero z največjo globino 47 m na južnem obrobju Ljubljanskega barja, kraško Divje jezero pri Idriji s 120 m globokim sifonom in plitva Lovrenška jezera na Pohorju. Poleg naravnih ima Slovenija še mnogo umetnih zadrževalnikov ob hidroelektrarnah, zlasti na Dravi, zgornji Savi in srednji Soči, večnamenskih zadrževalnikov (akumulacij) na Sotli, Pesnici in Reki, opuščenih ojezerjenih gramoznic, glinokopov in ugrezninskih jezer, nastalih zaradi premogovništva.
- Barja, močvirja ... Ljubljansko Barje je pokrajinsko - ekološko zelo pestro z raznolikimi, predvsem močvirskimi biotopi, ki pa se zmanjšujejo zaradi osuševalnih del in pozidave. Na alpskih planotah (Pokljuka in Jelovica) so se ohranila visoka barja, ki se postopoma krčijo. Med podpisnicami Ramsarske konvencije (konvencija o mokriščih, ki so mednarodnega pomena, zlasti kot habitati vodnih ptic) je tudi Slovenija. Na seznam skoraj 900 mokrišč mednarodnega pomena uvrščamo tudi krajinski park in naravni rezervat Sečoveljske soline (od leta 1993).
- Morje ... Slovensko morje je del Tržaškega zaliva, ki je sorazmerno plitev morski bazen, globino 30 m doseže le na posameznih mestih. Posledica tega je majhna relativna prostornina vodnega telesa, ki omogoča atmosferskim dejavnikom hiter in močan vpliv na slanost in temperaturo. Ena od značilnosti severno jadranskih voda (vključno s Tržaškim zalivom) je, da so praviloma bogatejše s hranilnimi solmi kot drugi deli Jadrana. Pomemben vir so rečni vnosi. Površinska oslajena voda reke Soče se običajno giblje ob italijanski obali proti jugu, ob konicah pretoka seže njen vpliv do osrednjega dela zaliva, ob posebnih meteoroloških razmerah pa pride do površinskega razlivanja sladke vode skoraj do piranske obale. Približno 47 km morske obale pomeni za Slovenijo veliko: prometni dostop do vseh morij sveta, širjenje blagodejnega mediteranskega podnebnega vpliva, izjemen turistični potencial.

»Glej tudi:« seznam jezer v Sloveniji, Jadransko morje, Slovenska obala, Slovensko primorje

#### Podzemne vode
V poroznih kamninah se ob pronicanju padavinske in površinske vode zadržujejo podzemne vode, ki močno presegajo prostornino vodnih teles na površju. Prostorska razporeditev podzemnih voda je odvisna predvsem od geološke zgradbe. Geološke enote Slovenije, ki lahko prevajajo in akumulirajo podzemno vodo, so vodonosniki z medzrnsko (3726 km²), razpoklinsko in kraško (12.644 km²) ter mešano poroznostjo (2993 km²); 893 km² (4,4 %) ozemlja Slovenije sestavljajo neprepustne kamnine. Hitrosti toka vode v slovenskih rekah se merijo v kilometrih na dan, hitrosti podzemne vode v vodonosnikih pa le v metrih (največ stometrih na dan).
Zaloge podzemnih voda so v Sloveniji prostorsko zelo neenakomerno razporejene. Skoraj dve tretjini zalog sta v njenem osrednjem delu, v porečju Save, najmanjše zaloge pa so na skrajnem severovzhodu države (porečje Mure).
V zadnjih desetletjih se posegi človeka v hidrološki krog izrazito kažejo v nihanju gladin ter spreminjanju tokovnih vzorcev podzemne vode. Zniževanje gladin podzemnih voda so posledica spreminjanja rabe prostora in s tem povezanega urejanja vodnega režima površinskih voda ter rabe vode. Zviševanje gladin pa je v povezavi z opustitvijo industrijske rabe podzemne vode, izgradnjo hidroenergetskih objektov na površinskih vodah, bogatenjem vodonosnikov in opuščanjem vzdrževanja melioriranih kmetijskih površin. Najizrazitejši primer vpliva na gladino podzemne vode je gradnja in obratovanje HE Mavčiče, ki je v letu 1985 povzročila tudi zvišanje gladine v Bregu na Sorškem polju za več kot 8 metrov. V letih po izgradnji pa se zaradi zablatenosti dna akumulacijskega jezera že nakazuje zniževanje gladine podzemne vode na bližnjih vodomernih postajah. Več kot metrsko zvišanje gladine podzemne vode in zmanjšanje njene letne amplitude je domnevno posledica urejanja vodnega režima v Vipavski dolini ob koncu 70. let dvajsetega stoletja. Najizrazitejše znižanje podzemne vode je bilo v vodonosniku Ljubljanskega polja, kjer je zaradi regulacij reke Save na prehodu v prejšnje stoletje gladina podzemne vode padla za 4,5 metra. Gladina podzemne vode v Klečah je bila leta 2000 za preko 7 metrov nižja kot pred sto leti.

## Kmetijstvo in gozdarstvo

### Kmetijska zemljišča
Kmetijska zemljišča pokrivajo skoraj 40 % površja Slovenije. 
Rezultati analize pokrovnosti po Corine Land Cover iz leta 1995, izdelane na osnovi satelitskih posnetkov, so pokazali naslednja razmerja osnovnih zemljiških kategorij: 63 % je gozdnih površin in površin v zaraščanju, 34 % je kmetijskih zemljišč, 2,7 % pa urbanih površin (slika 3).
Slovenija se uvršča med evropskimi državami med tiste z najmanjšim deležem kmetijskih in obdelovalnih zemljišč. V sestavi kmetijskih zemljišč v uporabi prevladujejo travniki in pašniki, ki obsegajo 59 % vseh zemljišč, 35 % je njiv in vrtov, 3,4 % je vinogradov, 2 % kmečkih sadovnjakov in 1 % intenzivnih sadovnjakov.  Najintenzivnejša kmetijska pridelava poteka na njivah, v vinogradih in sadovnjakih, zato so to agrarno najbolj obremenjena območja. V državah Evropske skupnosti je delež njiv v celoti kmetijskih zemljišč skoraj 55 %, v Sloveniji pa 35 %. Najugodnejša območja za intenzivno poljedelsko pridelavo so ravnine in gričevja v panonskem svetu in druga manjša sklenjena območja na dnu kotlin in ravnin. Na ravninah zavzemajo njive 40 % vseh zemljišč, v hribovskih in kraških območjih pa manj kot 10 %. Območja ravnin in dna kotlin zavzemajo le desetino slovenskega ozemlja, vendar obremenjevanje na njih ponekod že dobiva lokalne in regionalne razsežnosti, zlasti tam, kjer so podzemne vode blizu površja (Dravsko-Ptujsko polje, Sorško polje, Pomurska ravan, vzhodni del Ljubljanskega polja). 

### Gozdovi
Gozdovi so potencialna vegetacija na več kot 90 % površine Slovenije, pod vplivom človeka pa se je v zgodovini njihova površina zelo spreminjala. Človek je gozdove krčil zlasti v predelih, kjer je lahko površine izrabljal za poljedelske namene in rejo živine. Najnižji zabeležen delež gozdov je bil na ozemlju sedanje Slovenije v drugi polovici 19. stoletja (36 %). Ta pa je v primerjavi z drugimi evropskimi državami razmeroma visok, kar pomeni, da je velik delež zemljišč neprimeren za kmetovanje in da so gozdovi v Sloveniji od nekdaj opravljali pomembno varovalno funkcijo. Delež gozdov je od tedaj naprej sprva počasi, po letu 1960 pa hitro naraščal. Danes je Slovenija najbolj gozdnata srednjeevropska država, saj gozdovi pokrivajo 56 % njenega ozemlja (1.142.000 ha). Delno je vzrok za to hribovskemu kmetijstvu nenaklonjena politika, delno pa tudi opuščanje zemljišč kot posledica tržnih razmer, ki ne omogočajo gospodarne pridelave na območjih s težjimi razmerami. Povečanje gozdnih površin je bilo največje na sredozemskem območju, in sicer zlasti na Krasu, ki so ga v drugi polovici 19. stoletja kot kamnito pokrajino načrtno pogozdovali s črnim borom, ki se je pozneje uspešno razširil po naravni poti. Zaraščanje kmetijskih zemljišč je bilo največje na dinarskem območju in na strmih legah alpskega in predalpskega sveta.

## Naravna bogastva
Na kraškem svetu in v sredogorju je veliko gozdov. Rud ni veliko - rjavi premog, lignit, svinčeva in živosrebrna ruda. Alpsko področje je bogato s hidroenergijo.

## Okoljski problemi
Glavni okoljski problemi so se nakopičili v 2. polovici 20. stoletja. Industrializacija in razvoj energetike, ki sta se začeli pri 1 mio ton izkopanega premoga in stopnjevali do 7 mio ton, sta uveljavili metalurgijo, strojno, kemično in papirno industrijo, ki so najbolj načenjale naravne vire in kakovost okolja.

### Kakovost zraka
Na kakovost zraka v Sloveniji vplivajo predvsem emisije snovi v zrak v sami državi. Za pojavljanje povišanih koncentracij snovi v zraku pa so pomembni še drugi dejavniki, kot so klimatske značilnosti, meteorološki pojavi, fizikalno-kemijski procesi pretvorbe snovi v zraku in topografija. V zimskem času so zaradi razgibanega reliefa značilne temperaturne inverzije, ki povzročijo, da se emitirane snovi ne razpršijo in ne razredčijo, temveč se zadržijo in koncentrirajo v kotlinah, dolinah in nižinah, kjer je tudi poseljenost največja. Tedaj se pojavljajo v bližini večjih virov emisij in v mestih povišane koncentracije žveplovega dioksida in delcev. V poletnem času pa prispevajo visoke temperature k intenzivnim fotokemijskim reakcijam, pri katerih nastaja prizemni ozon. Pomemben je tudi prenos onesnaženih snovi v zraku na velike razdalje. V troposferi nad Evropo sicer prevladuje zahodnik, na Slovenskem pa se zaradi Alp veter v spodnjih plasteh odklanja, tako da prinaša onesnažen zrak v Slovenijo pretežno iz zahodno-jugozahodne smeri, kar povzroča poleti povišano koncentracijo prizemnega ozona. Druga prevladujoča smer dotoka zračnih mas v prizemni plasti je severovzhodnik, ki v Slovenijo večinoma ne prinaša onesnaženja.
Žveplov dioksid .... Meritve žveplovega dioksida potekajo v Sloveniji najdalj časa. V sedemdesetih letih so bile koncentracije tako visoke, da so ogrožale zdravje ljudi. V zadnjih letih so mejne vrednosti žveplovega dioksida največkrat presežene v okolici TE Trbovlje in TE Šoštanj. V Šoštanju so se koncentracije zaradi delovanja odžvepljevalne naprave že bistveno znižale.
Druge snovi .... Od drugih snovi, ki onesnažujejo zrak, največkrat prekoračujejo mejne vrednosti koncentracije ozona. To se dogaja predvsem spomladi in poleti, ko so ugodne razmere za nastanek fotokemijskih reakcij. Pri drugih snoveh je preseganje mejnih vrednosti redko.
V Sloveniji so skladno z zakonom o varstvu okolja informacije o stanju onesnaženosti zraka javne. Statistično obdelani podatki so objavljeni v mesečnih in letnih poročilih, ki so dostopna na spletnih straneh Agencije republike Slovenije za okolje. Sprotni podatki in povprečne dnevne ter najvišje urne koncentracije za pretekli dan so dostopne tudi na teletekstu nacionalne televizije na strani 146.

### Gospodarjenje z odpadki
Zbiranje in odlaganje komunalnih odpadkov praviloma opravljajo komunalne službe. Odstotek prebivalstva, ki je zajeto v rednem omrežju zbiranja odpadkov, se je s 64 % v letu 1987 dvignil na približno 76 % v letu 1996. Vedno bolj se uveljavlja zbiranje sortiranih odpadkov. Omejuje ga okoliščina pomanjkanja kompostarn ali drugih zmogljivosti za predelovanje odpadkov. Skoraj vsi komunalni odpadki končajo na občinskih odlagališčih. Poleg tega so industrijski odpadki, ki izpolnjujejo merila za odlaganje komunalnih odpadkov (nenevarne snovi), odvrženi skupaj s komunalnimi odpadki. Leta 1994 je bilo v Sloveniji 522 čistilnih naprav za vodo in kanalizacijo (422 industrijskih in 100 komunalnih). Nekaj blata, ki ga pridobijo pri čiščenju, uporabijo v kmetijstvu ali rekultivaciji degradiranih površin, toda večina konča na odlagališčih. Četudi se prostornina odpadkov zmanjša s stiskanjem in je letna rast količin odloženih odpadkov enaka nič, so odlagališča vedno bolj prenapolnjena. Pritisk na zdajšnja odlagališča se povečuje zaradi izkopa razpršenih nelegalnih odlagališč, od katerih jih 6000 vsebuje več kot 1 kubični meter odpadkov. Pronicanje voda iz legalnih in nelegalnih odlagališč je na nekaterih območjih kontaminiralo zaloge pitne vode. V prihodnosti, ko se bo potrošnja povečevala in bo še več gospodinjstev vključenih v redno omrežje zbiranja odpadkov, se bodo količine gospodinjskih odpadkov povečale. K temu bo pripomoglo tudi blato iz naraščajočega števila komunalnih čistilnih naprav, prav tako pa število odpadnih avtomobilov. Leta 1995 sta industrija in energetski sektor proizvedla skoraj četrtino skupnih odpadkov oziroma približno 2 milijona ton, od katerih jih je približno 41 % prišlo iz proizvodnje energije, 29 % iz industrije in 16 % iz rudarstva.

### Kakovost vode
Voda kot naravna prvina je pogoj za nastanek in obstoj življenja. Količina vode in njena pojavna oblika ter časovna razporeditev vplivajo na raznovrstnost naravnih živalskih in rastlinskih vrst ter na življenje ljudi, njihovo blaginjo, življenjske vzorce, pa tudi na človekov odnos do voda in vodnega prostora. Še vedno velja prepričanje, da je območje Slovenije bogato z vodami ne glede na njihovo neugodno časovno in prostorsko razporeditev ter veliko geološko ranljivost, predvsem na 
območju Krasa. To prepričanje se kaže tudi v odnosu ljudi do voda in vodnega prostora, ki še ne odseva zadostnega razumevanja posledic človekovega ravnanja na vodne vire.
- »Komunalne odpadne vode« ... Razpršena poselitev in zelo veliko število naselij z manj kot 2.000 prebivalci močno vpliva na obseg in strukturo komunalne infrastrukture in na organizacijo komunalne dejavnosti. Za vodooskrbo, odvajanje in čiščenje komunalnih odpadnih in padavinskih voda je značilna neizgrajenost sistemov ter njihova velika razdrobljenost, tudi zaradi topografskih danosti. Priključenost prebivalcev na javno kanalizacijsko omrežje je tudi zaradi velike razpršenosti naselij v Sloveniji skromno (le 53 %). V letu 2000 je znašala dolžina skupnega kanalizacijskega omrežja 3973 km. Le pri 30 % prebivalcev se kanalizacija zaključi s čistilno napravo.
- Glede na vrsto nevarnih snovi lahko emisije v vodno okolje razdelimo na dve skupini. V prvo skupino so uvrščene snovi, ki so v vodnem okolju posebej nevarne in so na t. i. seznamu I. V drugo skupino snovi (na t. i. seznam II) so uvrščene snovi, ki so same po sebi manj nevarne, vendar lahko imajo v vodnem okolju prav tako škodljiv vpliv, odvisno od značilnosti in lokacije vodotoka, v katerega se te snovi odvajajo. Pregled emisij snovi s seznama I v vode kaže, da iz točkovnih virov v Sloveniji ni znatnih emisij teh snovi v vodno okolje. Po podatkih ARSO je celotna odvedena letna količina živega srebra] oziroma kadmija v letu 2000 iz vseh točkovnih virov znašala 0,7 kg oziroma 14 kg za kadmij. Raziskava virov živega srebra v Sloveniji (Erico, 2002) je pokazala, da je največ emisij živega srebra v vodno okolje predvsem zaradi uporabe kemikalij, ki vsebujejo to težko kovino in emisije živega srebra preko amalgama. Izsledki kažejo, da v vzhodnem delu Slovenije neposredno vplivajo na kakovost vode kmetijske dejavnosti. Merjene koncentracije NO3x znašajo od 11 in do 115 mg/l, koncentracije nekaterih pesticidov pa so visoke ter presegajo standarde EU za pitno vodo. Naraščajo pa tudi vsebnosti koncentracija natrija in cinka. V zahodnem delu Slovenije je kakovost podzemnih voda razmeroma dobra. Glede na evropske standarde je kakovost voda iz večine podzemnih virov je še vedno primerna za pitje glede na evropske standarde. Onesnaženje je skoncentrirano na območjih, kjer so pomembne industrijske in kmetijske dejavnosti ali odlagališča odpadkov.
- Industrija kot celota prispeva s strupenimi snovmi (kovinami, pesticidi, organskimi sestavinami) 60 % onesnaženja, komunalne odplake 10 % in kmetijski viri 30 %.

### Varstvo narave
Na razmeroma majhnem slovenskem ozemlju najdemo veliko biotsko raznovrstnost. Ta je v veliki meri posledica prepletanja različnih vrst podnebja, geološke strukture in velikih višinskih razlik. Močvirja so med najbolj ogroženimi ekosistemi v Sloveniji. 22 jih je zavarovanih kot pomembna mesta za ogrožene ali redke vrste divjih živali in rastlin. 47 km dolga jadranska obala je pod močnim pritiskom turizma in razvoja infrastrukture. Soline, flišni klifi in samotne apnenčaste skale so pomembni obalni ekosistemi v pomenu biotske raznovrstnosti.
Slovenska industrija izvaja močan pritisk na naravo in prispeva do 60 % onesnaženja s strupenimi snovmi, 80 % nevarnih odpadkov in 55 % odplak. Skoraj 40 % ozemlja obsegajo kmetijske površine, od katerih je 12 % orne zemlje. Kmetijstvo prispeva do 50 % procesa evtrofikacije in 15 % onesnaženosti s strupenimi snovmi, ki vplivata na ekosisteme. Veliko gorskih travišč se zaradi opuščanja košnje in paše hitro zarašča. Slovenski gozdovi so v boljšem stanju kot gozdovi v drugih evropskih državah in imajo bolj raznoliko naravno strukturo. Stanje populacij divjih živali je nadzorovano in podatki so vneseni v zbirko podatkov. Beleži se letni odstrel in naravni prirast srnjadi, jelenjadi in damjakov, muflonov, gamsov in divjih prašičev.
Razvoj avtocestne infrastrukture ogroža nepretrganost bioloških koridorjev, saj avtoceste sekajo pomembne ekosisteme. Razvoj turizma prav tako ogroža ohranjevanje narave na nekaterih vrednejših naravnih območjih (gorski svet, morska obala, jezera...).

### Zemljevidi
- NUKova zbirka zemljevidov Arhivirano 2005-10-29 na Wayback Machine.
- Geološki zavod Slovenije[mrtva povezava]
- Naravovarstveni atlas (informacijski sistem varstva narave)